# Antilligobius nikkiae
Az Antilligobius nikkiae a csontos halak (Osteichthyes) főosztályának a sugarasúszójú halak (Actinopterygii) osztályába, ezen belül a sügéralakúak (Perciformes) rendjébe, a gébfélék (Gobiidae) családjába és a Gobiinae alcsaládjába tartozó faj.
Nemének egyetlen faja.

## Neve
Ez a gébféle a nemi szintű nevét, előfordulásának helyéről, az Antillákról kapta, míg faji szintű nevét, azaz a nikkiae-t, a curaçaói Sea Aquarium tulajdonos lányáról, Nicole Laura Schrierről kapta.

## Előfordulása
Az Antilligobius nikkiae az Atlanti-óceán nyugati felének a középső részén fordul elő. A következő országok tengervizeiben található meg: a Bahama-szigetek, Belize, Curaçao, Kuba, Mexikó és Puerto Rico. Azonban a Karib-tenger egyéb helyein is előfordulhat.

## Megjelenése
A hím legfeljebb 2,7 centiméter hosszú; a nőstény akár 3,2 centiméteresre is megnőhet. A majdnem áttetsző testének oldalvonala mentén, egy sárga csík húzódik, a szeme mögül egészen a farokúszó végéig - legalábbis a hím esetében.

## Életmódja
Trópusi, tengeri gébféle, mely a korallzátonyok közelében él. Legfeljebb 90 méteres mélységbe hatol le.